# Albrecht I. von Hohenfels
Albrecht I. von Hohenfels († 12. Januar 1355 wahrscheinlich in Nürnberg) war von 1344 bis 1353 Fürstbischof von Eichstätt.

## Herkunft
Albrecht I. von Hohenfels stammte aus dem bayerischen Adelsgeschlecht von Hohenfels. Es waren Ministeriale der Bischöfe von Regensburg. Namensgebender Stammsitz war Burg Hohenfels, heute im Landkreis Neumarkt in der Oberpfalz gelegen.

## Leben
Albrecht I. ist seit 1322 in hohen kirchlichen Ämtern in Eichstätt nachweisbar. Seit 1342 übernahm er auch Ämter in Regensburg  er war unter anderem Regensburger Domherr.
Er wurde 1344 vom Domkapitel einstimmig gewählt und erhielt auch die Bestätigung vom Mainzer Metropoliten Heinrich III. von Virneburg. Heinrich war allerdings als Parteigänger Kaiser Ludwigs des Bayern selbst exkommuniziert. Offenbar blieb ihm auch dauerhaft die Unterstützung des Papstes verwehrt, denn er urkundete stets als Elekt.
Mit der Ernennung von Berthold von Zollern 1351 zum neuen Eichstätter Bischof verstärkte das Domkapitel den Druck auf den Bischof, der unter Vermittlung von Burggraf  Johann II., dem Bruder Bertholds, eine Lösung herbeiführte: Albrecht I. verzichtete auf seine Rechte als Bischof und wurde unter anderem mit einer jährlichen Pension und Überlassung dreier Burgen abgefunden. Er starb 1355 und wurde im Willibaldschor des Eichstätter Domes begraben. Seine Grabplatte ist nicht erhalten.